# Dores de Guanhães
Dores de Guanhães este un oraș în Minas Gerais (MG), Brazilia.